# Ordre de Saint-Joachim
 (février 2023).
Si vous disposez d'ouvrages ou d'articles de référence ou si vous connaissez des sites web de qualité traitant du thème abordé ici, merci de compléter l'article en donnant les références utiles à sa vérifiabilité et en les liant à la section « Notes et références ».

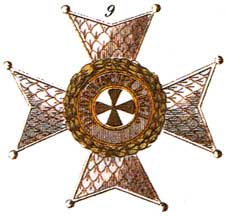
Étoile de l'Ordre de Saint-Joachim.

L’Ordre de Saint-Joachim (Equestrian, Secular and Chapterial Order of Saint Joachim) est un pseudo-ordre de chevalerie créé en 1755 par des nobles et militaires du Saint-Empire romain germanique sous le nom de Jonathansorden der Verteidigung der Ehre der göttlichen Vorsehung.
L'amiral Horatio Nelson en fut le membre le plus notoire.